# Brian Heslop
Brian Heslop (Carlisle, 4 agosto 1947) è un ex calciatore inglese, di ruolo difensore centrale e terzino.

## Carriera
Inizia la carriera tra i cadetti del Carlisle Utd, venendo poi ingaggiato nel 1967 dal Sunderland, club della massima serie inglese.
Gioca tre stagioni in First Division, prima di retrocedere in cadetteria al termine della stagione 1969-1970.
Nell'estate 1967 con il Sunderland disputò il campionato nordamericano organizzato dalla United Soccer Association: accadde infatti che tale campionato fu disputato da formazioni europee e sudamericane per conto delle franchigie ufficialmente iscritte al campionato, che per ragioni di tempo non avevano potuto allestire le proprie squadre. Il Sunderland rappresentò i Vancouver Royal Canadians, che conclusero la Western Division al quinto posto finale.
Nel marzo 1971 viene ingaggiato dal Northampton Town, club di Fourth Division. Nel settembre 1972 passa al Workington, con giocò in quarta serie sino al 1976. Chiuderà la carriera al Northwich Victoria.